# Caja de cambios de doble embrague

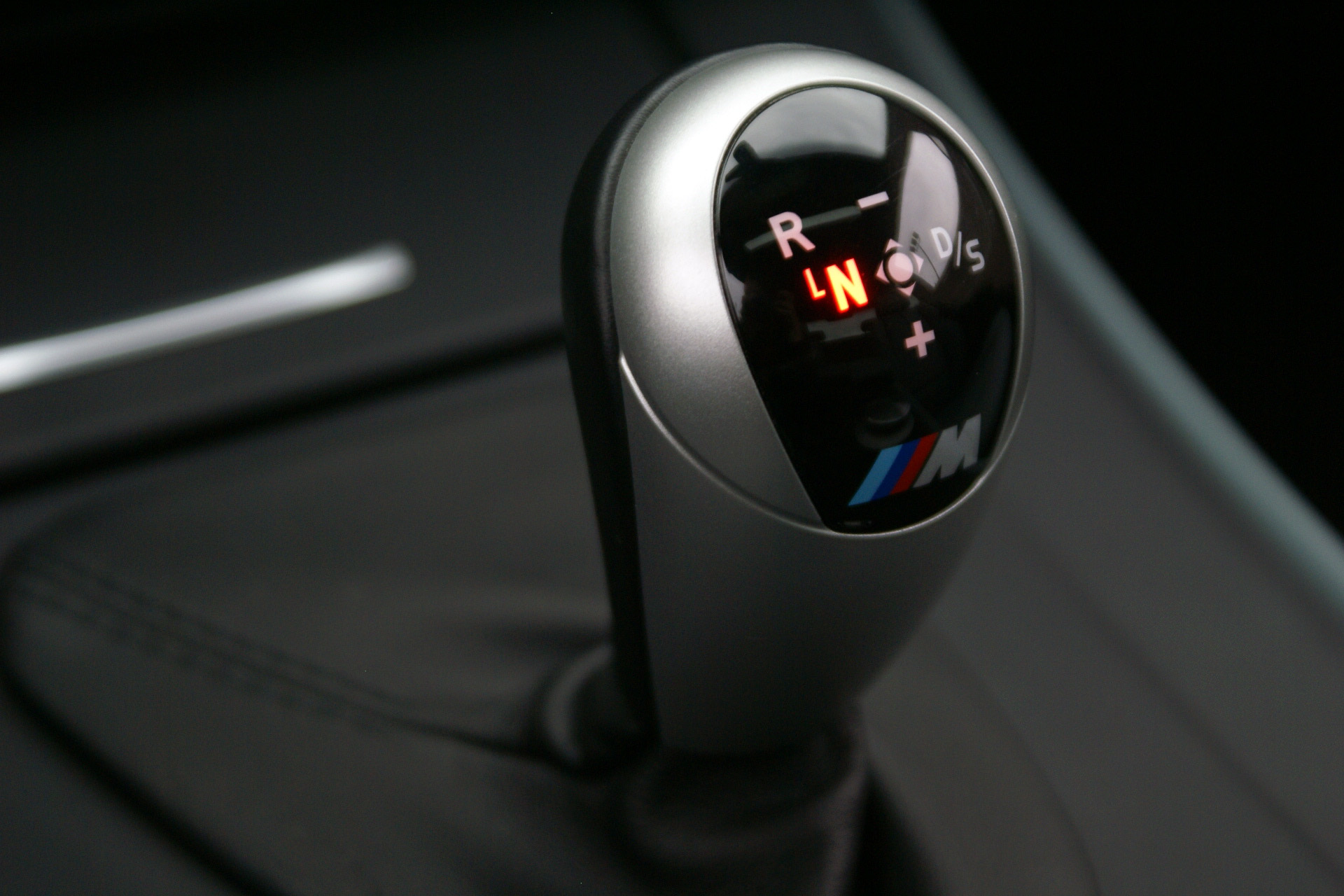
Palanca de cambios de una transmisión de doble embrague

La caja de cambios de doble embrague es un tipo de transmisión semiautomática secuencial, cuyo funcionamiento se basa en la utilización de un sistema robotizado de doble embrague y doble conjunto de selectores de marchas; uno para las marchas pares y otro para las impares. Esto hace que el cambio sea más eficiente y se ahorra tiempo, ya que la siguiente marcha estará engranada antes de hacer el siguiente cambio. Además, consta de un doble piñón de diferencial, lo que le permite reducir sus dimensiones y lograr los escalamientos necesarios en la división de revoluciones del motor. Su funcionamiento se puede seleccionar entre el modo totalmente automático y el modo manual/secuencial, con mandos al volante o en la misma palanca selectora.

## Historia
Las primeras patentes para la de caja de cambios de doble embrague, corresponden a los inventores Adolphe Kégresse y Rudolf Franke, en los años 1939 y 1940. En 1935, sin embargo, Adolphe Kégresse ya había comenzado a diseñar la caja de cambios de doble embrague. El fabricante de automóviles alemán Porsche, comenzó a estudiar este tipo de cajas en 1969 y las probó en los automóviles Porsche 911 Carrera RS 2.7 " / "Direct Shift Gearbox" (DSG) y "S-tronic". Para rivalizar con BorgWarner, Getrag desarrolló una caja de doble embrague que equipa a modelos del Grupo Chrysler y de Ford. Mitsubishi Motors desarrolló una propia, llamada "Twin Clutch Sportronic Shift Transmission", que en principio se utilizaba en el Mitsubishi Lancer Evolution X. El Nissan GT-R también incorpora una caja de cambios de doble embrague. BMW posee también un sistema similar, denominado "M Dual Clutch Transmission", que se ofrece en el BMW M3.

## Descripción básica del funcionamiento
Al encender el motor, se encuentran todas las marchas desacopladas y los embragues acoplando el giro del motor. Suponiendo que es seleccionado el modo automático, el sistema electrónico acciona ambos embragues y coloca la primera marcha. Al dejar de pisar el pedal de freno, el mando de los embragues acopla parcialmente el correspondiente al eje de marchas impares, produciendo el movimiento del vehículo en primera marcha, al pisar el acelerador va cerrando completamente el embrague impar, al mismo tiempo, va colocando la segunda marcha en el conjunto de marchas pares.
Al llegar a la velocidad necesaria para el cambio de marcha, el sistema desacopla el embrague de marchas impares y acopla el de marchas pares, en el que ya estaba seleccionada la segunda marcha. Al mismo tiempo, en el conjunto de marchas impares se selecciona la tercera marcha, dejando el tren de engranajes listo para cuando el motor llegue a las revoluciones en las que sea necesario hacer nuevamente el cambio de marchas.
Nuevamente aquí se repite el cambio de embrague y queda acoplada la tercera marcha, liberándose el conjunto de pares para que el sistema coloque la cuarta marcha. Así, se llega hasta la sexta marcha con muy poca pérdida de tiempo entre cambios y sin la necesidad de un convertidor de par, como en las transmisiones automáticas convencionales.
Este es el proceso con el que se van engranando las velocidades en un proceso de aceleración, pero no es el mismo proceso para cuando se desacelera. El funcionamiento se basa en que mientras está engranada una marcha y conectada mediante su correspondiente embrague, está también engranada, aunque desconectada la superior o inferior. El método que se utiliza para engranar la superior o inferior es sencillo. Si el motor se está acelerando hasta al régimen motor en que se cambia a una relación superior, esta se engrana; si por el contrario el motor está desacelerando, se engranará una marcha inferior debido a que entiende que se quiere insertar una relación inferior.